# Pere Batlle (metge)
|  | Pel que fa a l'arqueòleg i historiador de l'art vegeu Pere Batlle i Huguet. |

Pere Batlle (Reus, segle XVII - segle xviii) va ser un metge català i alcalde de Reus diverses vegades.
L'historiador reusenc Andreu de Bofarull diu que era d'una família de comerciants i hisendats reusencs. Va estudiar medicina a Barcelona, a la Universitat de l'Estudi General, i a finals del segle xvii exercia a Reus. Vinculat als sectors conservadors i botiflers, el 1725 era síndic, i va accedir a l'alcaldia de Reus del 1728 fins al 1730, iniciant el sanejament dels carrers de Reus, sempre enfangats, i reorganitzant urbanísticament la vila. Va aprovar un pla d'empedrat dels carrers i de construcció de voreres, aprofitant que s'estaven enderrocant les muralles que encerclaven Reus. Va autoritzar l'obertura de finestres i balcons i portes, als trams dels ravals on els murs havien desaparegut, sobretot a la zona del raval de Robuster i al raval de Jesús, amb la condició de que no podien separar-se les reformes i les noves edificacions de la línia que marcava la muralla. També va concedir permisos per la construcció de balcons a diverses cases de la plaça del Mercadal. Davant d'una ordre del Capità General de Catalunya Guillaume de Melun, marquès de Risbourg, donada el 1728, que ordenava una forta repressió contra els austriacistes, va tornar a aixecar el patíbul que estava situat a la plaça del davant de l'ermita del Roser i en aquell lloc es van executar diversos cabdills i membres de les tropes del Carrasclet que van ser fets presoners per la zona. L'historiador de la cultura reusenca Joaquim Santasusagna explica que el 1729 va donar un premi al mestre de primeres lletres Pere Pau Borrell perquè feia seixanta anys que ensenyava, jubilant-lo amb tot el sou. El gener de 1741 va tornar ser alcalde, aquesta vegada gràcies a una reial ordre de 1738 i 1739, del rei Felip V, que concedia el privilegi de regidors vitalicis i perpetus per dret de compra del càrrec a les poblacions de l'antiga Corona d'Aragó. Mitjançant el pagament de 6.000 rals va accedir al càrrec d'alcalde, que va mantenir fins a finals de 1742, seguint amb les reformes urbanístiques, sanejant les cases i autoritzant l'obertura de finestres i balcons. El 1742 va autoritzar la instal·lació a Reus del mestre vidrier Pere Busquets que va instal·lar dos forns de vidre, els primers que hi va haver a la vila. El 1750 era secretari de l'ajuntament. Quan va tornar a ser alcaldel 1755-1756, aquesta vegada per nomenament, va manar arrenglerar les cases del carrer Major, encara que alguns veïns afectats s'hi van oposar, però sense èxit. El 14 d'agost de 1756 va aconseguir l'autorització del governador de Tarragona per a poder enderrocar i vendre els solars que ocupaven algunes torres de defensa i restes de muralla que encara quedaven a la vila. Va urbanitzar una plaça, la plaça de la Farinera, comprant dos edificis per a dedicar-los al comerç de la farina, tot i que també va trobar l'oposició d'alguns veïns.